# ラフィング・スターズ
ラフィング・スターズとは、1923年に神戸で結成された日本初のプロのジャズバンドである。「ラフィングスターズ・ジャズ・バンド」「井田一郎とラフィング・スターズ」とも記される。

## 沿革

### 前史
1922年ごろ、宝塚歌劇団の花組管弦楽部に所属していた団員たちが、ヴァイオリン奏者の井田一郎を中心にジャズ研究会を立ち上げ、11月の花組本公演の幕間にジャズを演奏した。観客からは喝采を浴びたというが、宝塚のイメージにそぐわないという理由で、その後の演奏は取りやめとなったという。なお、同団団員で、のちにラフィング・スターズのメンバーにもなった高見政照は、この時の経緯について以下のように回想している。

### 活動
1923年5月、宝塚を退社した井田一郎、高見政照、岩波桃太郎、山田敬一は、ラフィング・スターズを結成した。ラフィング・スターズは、神戸市元町で楽器の輸入を行う北尾楽器店の専属となる。井田が頼み込んだ結果、北尾楽器店は楽器の提供、月給の支払いを請け負ったのである。北尾楽器店の北尾は貿易商北尾商会社長でもあり、米国からサクソフォーン、バンジョー、ドラムセットを取り寄せて提供した。ラフィング・スターズは神戸・山手ホテルや大阪の『踏華クラブ』、奈良ホテルなどのパーティにて、週に何度か演奏した。ちなみに、当時「ジャズ」という言葉は浸透しておらず、踊るための曲といった印象が強かったことから、ラフィング・スターズは「ダンスバンド」や「ダンスミュージック楽団」などと呼ばれた。
なお、メンバーは六甲の御影に一軒家を借り、4人で暮らしていた。仕事がない日は、近所迷惑にならないよう山に登って練習をしていたという。

### 解散
ある日、山田がバンドに参加する以前に勤めていた化粧問屋の女性が、4人の住む家を訪問してきた。その女性と店の番頭との結婚話が持ち上がり、山田を頼って逃げてきたとのことであった。山田はその女性に好意があったようで、女性は4人の家に住み始めたが、山田は不安が募り、結局バンドの解散に至ったという。本件からバンドの解散までの経緯について、メンバーの高見政照は以下のように回想している。

### 解散後
2023年4月2日には、神戸でのジャズ発祥100周年を記念して、ラフィング・スターズを再現した4人編成のバンドが神戸市内のホテルで往年の名曲を披露した。

## 評価
ラフィング・スターズは日本で最初のジャズバンドと言われている。音楽学者の輪島裕介はラフィング・スターズの結成について「欧州のクラシックのような芸術的音楽と異なり、米国の大衆的な娯楽音楽『ジャズ』を日本で本格的に始めたという、音楽史的に重要な出来事」と評している。また、日本学校ジャズ教育協会関西本部の理事長を務める日下雄介も「井田さんたちがジャズを独自にアレンジし、日本人にも親しまれる形にしていった」と指摘している。
なお、服部良一も「灘万ジャズの少し前に井田一郎氏が宝塚オーケストラの中でジャズ・バンドを作って演奏した話」は「当時、ぼくも耳に入れている」と回想しているが、一方で「いずれにせよ、大衆の前でジャズを広く宣布した最初のプロは、灘万ジャズの前野港造といえるのではあるまいか」と述べている。
ともあれ、ラフィング・スターズの登場により、神戸は日本のジャズの発祥の地と言われるようになった。鈴木源也は「1923 (大正12) 年に国内初の日本人プロジャズバンドが結成されたことから、神戸は『国内のジャズ発祥の地』とされる」と述べているほか、金井恒幸はラフィング・スターズについて「1923 (大正12) 年4月、バイオリン奏者で『日本のジャズの父』といわれる井田一郎が、神戸で結成し、市内のホテルなどで演奏を披露した。ここから神戸が日本のジャズ発祥の地とされる。江戸末期に開港し、外国文化がいち早く流入した街では、19年に旧神戸オリエンタルホテルでフィリピン人楽団がジャズを奏でるなど、土壌があった」と指摘している。
また、「関西の<遊び>づくりの特色と市民余暇活用社会への戦略課題 : 関西シンクタンクネットワーク研究 」というレポートは、神戸でジャズが根付いた経緯について以下のように記している。